# Le Grand-Bourg
Le Grand-Bourg är en kommun i departementet Creuse i regionen Nouvelle-Aquitaine i de centrala delarna av Frankrike. Kommunen ligger i kantonen Le Grand-Bourg som tillhör arrondissementet Guéret. År 2022 hade Le Grand-Bourg 1 182 invånare.

## Befolkningsutveckling
Antalet invånare i kommunen Le Grand-Bourg
Referens:INSEE